# Solonaima irvini
Solonaima irvini är en insektsart som beskrevs av Hoch och Francis Gard Howarth 1989. Solonaima irvini ingår i släktet Solonaima och familjen kilstritar. Inga underarter finns listade i Catalogue of Life.